# 4999 MPC
4999 MPC este un asteroid din centura principală, descoperit pe 2 februarie 1987, de Eric Elst.